# سانتاندير أوسبينا
سانتاندير أوسبينا (بالإسبانية: Santander Ospina)‏ هو لاعب كرة قدم كولومبي في مركز الدفاع، ولد في 28 يناير 1974 في كولومبيا. لعب مع أتلتيكو ناسيونال ونادي ميلوناريوس.